# Leonardo Semplici
Leonardo Semplici, né le 18 juillet 1967 à Florence en Italie, est un entraîneur de football italien et ancien joueur de football qui évolua au poste de défenseur dans plusieurs clubs italiens devenu entraîneur.

## Biographie

### Carrière d'entraineur
Alors qu'il avait rejoint Cagliari en février 2021 et qu'il avait réussi à maintenir le club au sein de l'élite italienne, Semplici est limogé le 14 septembre 2021 face aux mauvais résultats de son club, après seulement trois journées de Championnat.

## Palmarès

### En club

#### Joueur
|  |  | Poggibonsi - Serie D - Champion : 2000-2001 (Groupe E) |

#### Entraîneur
|  |  | A.P.D. Sangimignano - Eccellenza - Champion : 2004-2005 (Groupe B) | ASC Figline - Eccellenza - Champion : 2005-2006 (Groupe B) - Serie D - Champion : 2007-2008 (Groupe B) - Serie C2 - Champion : 2008-2009 (Groupe B) - Supercoppa di Lega di Seconda Divisione - Champion : 2009 | SPAL - Serie C - Champion : 2015-2016 (Groupe B) - Supercoppa di Serie C - Champion : 2016 - Serie B - Champion : 2016-2017 |

#### Individuel
|  |  | - Panchina d'oro de Seconda Divisione - 2008-2009 | - Panchina d'oro Lega Pro - 2015-2016 | - Panchina d'argento - 2016-2017 |